# Cucum (Kuta Baro)
Cucum is een bestuurslaag in het regentschap Aceh Besar van de provincie Atjeh, Indonesië. Cucum telt 687 inwoners (volkstelling 2010).